# Ritratto di Raymond
Ritratto di Raymond è un dipinto a olio su tela (37 x29 cm) realizzato nel 1915 dal pittore italiano Amedeo Modigliani.
Appartiene ad una collezione privata di Montecarlo.
L'opera presenta alcuni tratti comuni ai lavori di Modigliani, tra cui la caratteristica, presente in molte opere dell'artista italiano, di avere un occhio chiuso. Modigliani spiegava questo asserendo che "Con uno tu guardi il mondo, con l'altro guardi in te stesso".